# Příšov
Příšov (en allemand : Prischau, précédemment : Přischow) est une commune du district de Plzeň-Nord, dans la région de Plzeň, en République tchèque. Sa population s'élevait à 315 habitants en 2022.

## Géographie
Příšov se trouve à 10 km au nord-ouest du centre de Plzeň et à 87 km à l'ouest-sud-ouest de Prague.
La commune est limitée par Žilov au nord, par Ledce à l'est, par Chotíkov au sud, et par Město Touškov et Nevřeň à l'ouest.

## Histoire
La première mention écrite de la localité date de 1268.

## Transports
Par la route, Příšov se trouve à 11 km de Plzeň et à 104 km de Prague. 